# Mühlbach, Sydtyrolen
Mühlbach (tyskt uttal: [ˈmyːlbax], italienska: Rio di Pusteria [ˈriːo di pusteˈriːa]) är en ort och kommun i provinsen Sydtyrolen i regionen Trentino-Sydtyrolen i norra Italien. Den är belägen cirka 40 kilometer nordost om Bolzano. Kommunen har 3 207 invånare (2024), på en yta av 83,82 km². Enligt 2024 års folkräkning talar 93,54 % av befolkningen tyska, 5,81 % italienska och 0,66 % ladinska som modersmål.

## Orter
Orter (località) i kommunen Mühlbach med fler än 20 invånare (inom parentes invånarantal 2021):

- Meransen/Maranza (579)
- Mühlbach/Rio di Pusteria (1 147)
- Spinges/Spinga (167)
- Vals/Valles (356)
- Steiner/Sasso (28)